# Girls Gone Wild (1929)
Girls Gone Wild is een verloren film uit 1929 van regisseur Lewis Seiler die zowel als stomme film als gesproken film werd uitgebracht. 

## Rolverdeling
| Acteur          | Personage                 |
| --------------- | ------------------------- |
| Sue Carol       | Babs Holworthy            |
| Nick Stuart     | Buck Brown                |
| William Russell | Dan Brown                 |
| Roy D'Arcy      | Tony Morelli              |
| Leslie Fenton   | Boogs                     |
| Hedda Hopper    | Mrs. Holworthy            |
| John Darrow     | Speed Wade                |
| Matthew Betz    | Augie Stern               |
| Edmund Breese   | Judge Elliott             |
| Minna Redman    | Grootmoeder (Minna Ferry) |
| Louis Natheaux  | Dilly                     |
| Lumsden Hare    | Tom Holworthy             |
| Fred MacMurray  | Figurant                  |